# Hiệp ước Bắc Đại Tây Dương
Hiệp ước Bắc Đại Tây Dương, ký kết tại Washington, D.C. ngày 4 tháng 4 năm 1949, là hiệp ước thành lập ra tổ chức Khối quân sự Bắc Đại Tây Dương (NATO).

## Bối cảnh
Hiệp ước được soạn thảo bởi một ủy ban chuyên trách các cuộc đàm phán ở Washington, được chủ trì bởi Theodore Achilles. Các cuộc đàm phán bí mật trước đó đã được tổ chức tại Lầu Năm Góc từ giữa 22 tháng 3 và ngày 01 tháng 4 năm 1948, trong đó Achilles nói:
Các cuộc đàm phán kéo dài khoảng hai tuần và khi kết thúc, nó đã được bí mật đồng ý rằng sẽ có một hiệp ước, và tôi đã có một dự thảo để ở trong két an toàn của tôi. Nó không bao giờ được trình cho bất cứ ai ngoại trừ Jack. Tôi muốn tôi có thể giữ nó, nhưng khi tôi rời Sở vào năm 1950, tôi nghiêm túc để lại nó trong két an toàn và tôi không bao giờ có thể theo dõi nó trong kho lưu trữ. Nó dựa trên rất nhiều vào Hiệp ước Rio, và một chút của Hiệp ước Brussels, mà vẫn chưa được ký kết, nhưng chúng tôi đã được cung cấp rất nhiều bản lưu giữ. Hiệp ước Bắc Đại Tây Dương cuối cùng đã có hình thức và điều khoản chung, và khá tốt về ngôn ngữ trình bày trong dự thảo đầu tiên của tôi, nhưng có một số khác biệt quan trọng.

Theo Achilles, một tác giả quan trọng khác của hiệp ước đó là John D. Hickerson:
Hơn bất kỳ con người Jack là người chịu trách nhiệm cho bản chất, nội dung và hình thức của Hiệp ước... Hickerson là người dành cho hiệp ước.
Hiệp ước được tạo ra với một cuộc tấn công vũ trang bởi Liên Xô chống lại Tây Âu trong tâm trí họ, nhưng điều khoản về tự vệ hỗ trợ lẫn nhau không bao giờ được kêu gọi trong Chiến tranh Lạnh. Thay vào đó, nó được vịn cớ kêu gọi đồng minh lần đầu tiên vào năm 2001 để đáp ứng lại sự kiện 11 tháng 9 năm 2001 sau các cuộc tấn công vào Trung tâm Thương mại Thế giới và Lầu Năm Góc trong chiến dịch Đại bàng.

## Thành viên đầu tiên
Những nước ký vào hiệp ước đầu tiên và trở thành thành viên của NATO là:

Quá trình gia nhập NATO của các thành viên.

| - Bỉ - Canada - Đan Mạch - Pháp - Iceland - Italia | - Luxembourg - Hà Lan - Na Uy - Bồ Đào Nha - Anh Quốc - Hoa Kỳ |

## Ký
Lãnh đạo những nước sau có mặt tại Washington D.C. ký vào thỏa thuận với tư cách là đại diện toàn quyền:
- Canada – Lester B Pearson và H. H. Wrong
- Đan Mạch – Gustav Rasmussen và Henrik de Kauffmann
- Iceland – Bjarni Benediktsson và Ólafur Thors
- Italia – Carlo Sforza
- Anh – Ernest Bevin và Oliver Franks, Baron Franks
- Hoa Kỳ – Dean Acheson

## Những thành viên sau đó
Có thêm 16 quốc gia ký vào hiệp ước sau 12 quốc gia đầu tiên:
| - Hy Lạp (1952) - Thổ Nhĩ Kỳ (1952) - Tây Đức (1955) - Tây Ban Nha (1982) - Séc (1999) - Hungary (1999) - Ba Lan (1999) - Bulgaria (2004) | - Estonia (2004) - Latvia (2004) - Lithuania (2004) - România (2004) - Slovakia (2004) - Slovenia (2004) - Albania (2009) - Croatia (2009) |

Khi Đức tái thống nhất năm 1990, nước này trở thành thành viên đầy đủ của NATO.
Tháng Tư năm 2008, Croatia và Albania chính thức được mời gia nhập NATO. Hai nước ký vào hiệp ước và trở thành thành viên ngày 1 tháng 4 năm 2009.

## Điều Năm
Phần quan trọng trong Hiệp ước đó là Điều Năm. Nếu một thành viên bị tấn công quân sự thì Khối NATO coi như bị tấn công vào mọi nước thành viên. Điều này chỉ áp dụng cho tới nay trong lịch sử NATO khi Hoa Kỳ xảy ra sự kiện 11 tháng 9 năm 2001.

## Điều Bốn
Hiệp ước này cũng bao gồm một điều khoản mà không thúc đẩy sự can thiệp quân sự, nhưng chỉ đơn thuần là tham khảo ý kiến về các vấn đề quân sự giữa các thành viên. Nó đã được gọi ba lần và mỗi lần bởi Thổ Nhĩ Kỳ: Một lần trong năm 2003 khi xảy ra Chiến tranh vùng Vịnh lần hai (chiến tranh Iraq), một lần vào tháng 6 năm 2012 sau khi nước này bắn hạ một máy bay phản lực quân sự Syria và trong tháng 10 năm 2012 sau các cuộc tấn công của Syria vào Thổ Nhĩ Kỳ và họ phản công.

## Hoa Kỳ phê chuẩn
Tại Hoa Kỳ, hiệp ước được phê chuẩn bởi 82 thượng nghị sĩ trên 13 người chống đối vào ngày 21 tháng 7 năm 1949.